# Liam Miller
William Peter Miller, detto Liam Miller (Cork, 13 febbraio 1981 – Cork, 9 febbraio 2018), è stato un calciatore irlandese, di ruolo centrocampista.

## Carriera
Calcisticamente cresciuto nel settore giovanile degli scozzesi del Celtic, ha esordito in prima squadra nel 2000, sotto la guida di Martin O'Neill.
Negli anni successivi ha avuto una discreta carriera nella Premier League inglese, militando anche nel Manchester United di Sir Alex Ferguson.

## Morte
È morto il 9 febbraio 2018, pochi giorni prima del suo trentasettesimo compleanno, per via di un tumore al pancreas.

## Palmarès

### Club

#### Competizioni nazionali
- Campionato scozzese: 2

Celtic: 2000-2001, 2003-2004
- Coppa di Scozia: 2

Celtic: 2000-2001, 2003-2004
- Coppa di Lega scozzese: 1

Celtic: 2000-2001
- Football League Championship: 1

Sunderland: 2006-2007
- Campionato australiano: 1

Brisbane Roar: 2013-2014